# 18-а армия (Вермахт)
18-а армия (на немски: 18. Armee) е полева армия от Вермахта, служеща по време на Втората световна война.
Сформирана през ноември 1939 г. във военен окръг VI, тя е част от офанзивата на немската армия в Холандия, (Битка за Нидерландия) и Белгия, (Битка за Белгия), а през есента като на следващата година участва и в нападението над Франция.
През 1941 г. е изпратена на изток, където взима участие в операция „Барбароса“. Част е от група армии „Север“ до началото на 1945 г., след което е подчинена на група армии Курландия. През октомври 1944 г. е обкръжена при офанзивата на Червената армия и прекарва остатъка от войната в Курландския чувал.
Подразделенията на армията се променят многократно през годините.

## Командири
- (5 ноември 1939 – 16 януари 1942 г.) – генерал Георг фон Кюхлер;
- (16 януари 1942 – 29 март 1944 г.) – генерал-полковник Георг Линдеман;
- (29 март 1944 – 2 септември 1944 г.) – генерал от артилерията Херберт Лох;
- (5 септември 1944 – 8 май 1945 г.) – генерал от пехотата Еренфрид Бьоге.

### Командири на Генералния щаб
- (5 ноември 1939 – 10 декември 1940 г.) – генерал-майор Ерих Маркс;
- (10 декември 1940 – 19 януари 1941 г.) – генерал-майор Вилхелм Хасе;
- (19 януари 1941 – 17 ноември 1942 г.) – генерал-майор д-р инж. Курт Ваегер;
- (24 ноември 1942 – 1 декември 1943 г.) – генерал-майор Ханс Шпет;
- (1 декември 1943 – 25 януари 1945 г.) – генерал-майор Фридрих Фоерч;
- (25 януари 1945 – 5 март 1945 г.) – полковник Вилхелм Хецел;
- (5 март 1945 – 8 май 1945 г.) генерал-майор Ернст Мерк

## Допълнителна информация
- Kurowski, Franz (2000). „Todeskessel Kurland“, Podzun-Pallas Verlag, Wölfersheim-Berstadt. ISBN 3-7909-0716-2.
- Tessin, Georg (1976). „Verbände und Truppen der deutschen Wehrmacht und Waffen-SS im Zweiten Weltkrieg 1939 – 1945“ (Volume IV), Biblio Verlag, Osnabrück. ISBN 3-7648-1083-1.